# Исрафилов, Исрафил Магомед Наби оглы
Исрафил Исрафилов (азерб. İsrafil İsrafilov), Исрафил-бек Исрафилов (пол. Israfiloff Israfil bek, Israfiłow Israfił Bek), Исрафил Магомед-бек (пол. Israfił Muhamed bey, Muchamed Israfił-Bey), Исрафил-бей (нем. Israfil-Bey; 5 июля 1892, Ашаги Сейфали, Елизаветпольский уезд, Елизаветпольская губерния, Российская империя — 22 августа 1946, Баку, Азербайджанская ССР, СССР) — российский, азербайджанский и польский военный деятель, штандартенфюрер СС, командир боевой группы «Азербайджан» в годы Второй мировой войны, председатель Азербайджанского комитета (1943—1944).

## Биография
По одной версии Исрафил Магомед Наби оглы Исрафилов родился 5 июля 1892 года, по другой — 25 января 1893 года в селе Сейфали Елизаветпольского уезда. Его отец Магомед Наби был родом из села Габаг-Тепе. Общее образование получил в Елисаветпольской гимназии (1912, окончил полный курс).
В военную службу вступил 2 сентября 1913 года нижним чином — юнкером рядового звания в Тифлисское военное училище. Произведен в училище в юнкеры унтер-офицерского звания (1914). Окончил Тифлисское военное училище (1914; по 1-му разряду). Произведен по экзамену из юнкеров в подпоручики, с зачислением по армейской пехоте (1914).
По окончании училища был направлен в распоряжение начальника штаба Казанского военного округа, где назначен на службу в 96-й пехотный запасный батальон, дислоцированный в Симбирске. Младший офицер 4-й роты (1914—1915). В 1915 году командирован из батальона в действующую армию на Юго-Западный фронт, где назначен на укомплектование Минского 54-го пехотного полка 14-й пехотной дивизии, в рядах которого участвовал в боях 1915—1916 годов на Юго-Западном, с декабря 1916 года — на Румынском фронте. 21 апреля 1915 года легко ранен в бою на Волыни у села Бокийма и отправлен для оказания медпомощи в дивизионный лазарет. После быстрого возвращения в строй был ранен повторно — 3 мая 1915 года в бою у деревни Тамановичи и эвакуирован на излечение в тыл. Поручик (1915), штабс-капитан (1916) и капитан (1917). Осенью 1917 года находился со своим полком на Румынском фронте; командовал батальоном.

### В Азербайджане
В ходе распада русской армии, вернулся на Кавказ, и служил в чине капитана во 2-й пехотной дивизии созданного согласно приказу № 155 от 11 декабря 1917 года главнокомандующего войсками Кавказского фронта генерала от инфантерии М. А. Пржевальского Мусульманского корпуса. Корпус формировался на добровольных началах. Командиром Мусульманского корпуса был назначен бывший командующий 10-й армией Западного фронта генерал-лейтенант Али-Ага Шихлинский, а начальником штаба генерал-майор Евгений Александрович Меньчуков, бывший и. д. генерал-квартирмейстера штаба Особой армии. 26 июня 1918 года постановлением Совета Министров Азербайджанской Демократической Республики Мусульманский корпус был переименован в Отдельный Азербайджанский корпус.
4 июня 1918 года в Батуме был подписан Договор о дружбе и сотрудничестве между Турцией и Азербайджанской Республикой. Статья IV договора гласила:
Императорское оттоманское правительство обязуется оказывать помощь вооружённой силой правительству Азербайджанской Республики, буде таковая потребуется для обеспечения порядка и безопасности в стране.
Претворение в жизнь этого обязательства было возложено на генерал-лейтенанта Нури-пашу, который к этому времени уже находился в Гяндже с большой группой турецких офицеров.
В начале июля Отдельный Азербайджанский корпус турецким командованием был расформирован и его части вместе с прибывшими 5-й Кавказской и 15-й Чанахгалинской турецкими дивизиями вошли в состав вновь сформированной Кавказской исламской армии генерал-лейтенанта Нури-паши. Командир Отдельного Азербайджанского корпуса генерал-лейтенант Али-Ага Шихлинский был направлен в распоряжение командующего армией.
С июля 1918 года капитан Исрафилов служил в Кавказской исламской армии командиром бронепоезда. В августе—сентябре 1918 года участвовал в битве за Баку. В сентябре командир бронепоезда Исрафил Исрафилов был награждён турецким командованием орденом Меджидие 5-й степени.
30 октября представителями Антанты и Турции было подписано Мудросское перемирие, которое, в частности, предусматривало эвакуацию турецких войск из Закавказья. 1 ноября постановлением Совета Министров было учреждено Военное министерство. 25 декабря 1918 года генерал от артиллерии Мехмандаров был назначен военным министром, а заместителем его был назначен генерал-лейтенант Али Ага Шихлинский.
Капитан Исрафил Исрафилов продолжил службу в вновь формирующейся армии Азербайджана. Постановлением правительства от 11 января 1919 года капитан Исрафилов был произведён в подполковники. Приказом военного министра от 14 января 1919 года назначен командующим 1-м Джеванширским пехотным полком, а приказом от 19 февраля 1919 года назначен штаб-офицером для поручений при Военном министерстве. С 22 февраля 1919 года был прикомандирован к Главному Штабу и назначен инструктором пулемётного дела в частях войск Азербайджанской Республики. 25 июня 1919 года подполковник Исрафил Исрафилов был назначен командующим формирующимся 5-м пехотным Бакинским полком. Полк был расквартирован в Сальянских казармах в Баку. 21 марта 1920 года произведен за особо выдающиеся отличия в полковники, с утверждением в должности командира 5-го пехотного Бакинского полка.
Участник подавления мятежа в Ленкорани и армяно-азербайджанской войны 1918—1920 годов (бои против армян в Зангезуре и в Нагорном Карабахе, в том числе в марте—апреле 1920 года во главе 5-го пехотного Бакинского полка на Аскеранском фронте в Карабахе).
После оккупации большевиками Азербайджана в 1920 году, Исрафилу Исрафилову «пришлось скитаться около 2 лет по Персии, Аравии, Индии, Египту и, наконец, попасть в Стамбул». Здесь, в начале 1923 года, к нему обратился глава азербайджанской национальной организации М. Э. Расулзаде с просьбой написать для него воспоминания об азербайджанской армии.

### В Польше
Впоследствии эмигрировал из Турции в Польшу и в 1920—1930-е годы служил в Войске Польском. В польской армии был под именем Исрафил Магомед-бек. В 1926—1928 годах он был слушателем курсов Высшей военной школы в Варшаве и служил в 36-м пехотном полку в том же городе. В 1927 году участвовал в поездке польской военной миссии в Турцию, во главе которой был полковник Завадский (или Заневский), профессор военной академии Генштаба. К 1939 году он в чине полковника служил в 29-й пехотной дивизии в Гродно. Его сослуживцами были Исрафил-бек Едигаров, Вели-бек Едигаров, Арчил-бек Едигаров, Джангир-бек Кязимбеков, Гамид-бек Мамедзаде, Казем-бек Сафар оглы.

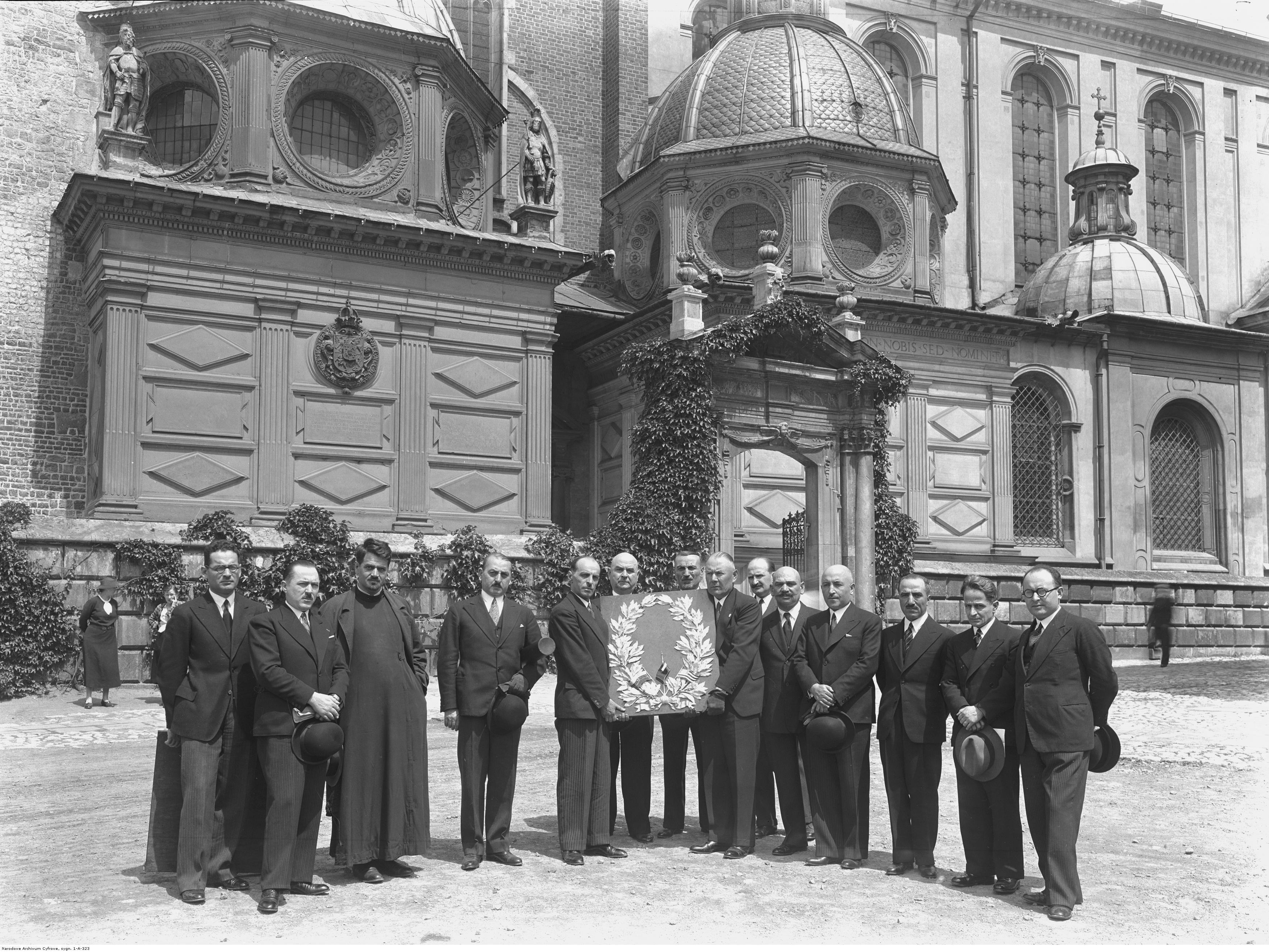
И. Исрафилов (3-й справа) среди кавказских делегатов перед возложением венка на гробницу маршала Юзефа Пилсудского в Кракове, 1936 г.

Был военным руководителем азербайджанской организации Прометеевского движения и одним из активных деятелей азербайджанской эмиграции в Польше. Наряду с такими политэмигрантами как Мамед Эмин Расулзаде, Мир Ягуб Мехтиев, Мустафа-бек Векилов, Мирза Бала Мамедзаде, Али Азертекин, Джангир-бек Кязимбеков, Наги Байрамлы, печатался в журналах «Северный Кавказ» и «Кавказские горцы», которые издавались на русском языке в Варшаве в 1930-е годы.

### В Германии
В ходе польской кампании Германии в 1939 году оказался, вероятнее всего, в немецком плену, из которого был освобожден. В последующие годы Второй мировой войны активно сотрудничал с про-немецкой частью азербайджанской эмиграции, органами власти нацистской Германии, командованием вермахта.
Во время войны военная разведка Германии создала соединение особого назначения «Бергманн» в Миттенвалде под командованием капитана Теодора Оберлендера. Это соединение состояло из трех батальонов: 1-го (грузинского), 2-го (азербайджанского) и 3-го (северокавказского). Азербайджанская боевая группа под командованием Исрафил-бея входила в состав Кавказского соединения СС. В мае—сентябре 1943 года командир 314-го пехотного полка 162-й Тюркской пехотной дивизии. С 12 декабря 1944 года в чине Ваффен-штандартенфюрера командир боевой группы «Азербайджан» Кавказского соединения СС.

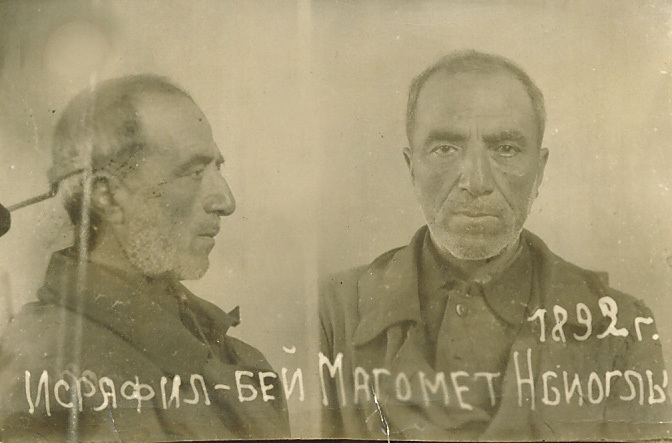
Последняя фотография Исрафил-бея Магомет Наби оглы

Наряду с Абдуррахманом Фаталибейли-Дудангинским возглавлял Азербайджанский национальный комитет при Министерство оккупированных восточных территорий Германии. С октября 1943 года состоял членом Азербайджанского штаба связи. С лета 1943 года по 1944 год председатель Азербайджанского комитета в Берлине. 17 марта 1945 года назначен ответственным за военные вопросы при Азербайджанском национальном комитете. После окончания войны был выдан американцами в СССР и 11 июля 1945 года военным трибуналом Бакинского военного округа приговорен к смертной казни. Расстрелян не позднее 22 августа 1946 года.